# Kirk (nome)
Kirk  è un nome proprio di persona inglese maschile.

## Varianti
- Maschili: Kirke[4]

## Origine e diffusione
Il nome riprende un omonimo cognome inglese e scozzese, tratto dal termine scozzese kirk che significa "chiesa"; originariamente, questo cognome denotava una persona che viveva vicino ad una chiesa, quindi il significato può essere interpretato come "dalla chiesa", "che abita presso la chiesa". Etimologicamente, lo scozzese kirk deriva dal norreno kirkja, a sua volta proveniente dal greco antico κυριακὸν  (kyriakon, "casa [del Signore]").
Il nome stazionava tra i duecento più diffusi negli Stati Uniti all'inizio degli anni Settanta del XX secolo, e tra i mille nomi più diffusi ad inizio XXI secolo, ma la sua popolarità è in costante calo, tanto che nel 2018 era sceso ben oltre la duemillesima posizione.

## Onomastico
Il nome è adespota, cioè non è portato da alcun santo. Si può festeggiarne l'onomastico il 1º novembre, giorno di Ognissanti.

## Persone
- Kirk Acevedo, attore statunitense

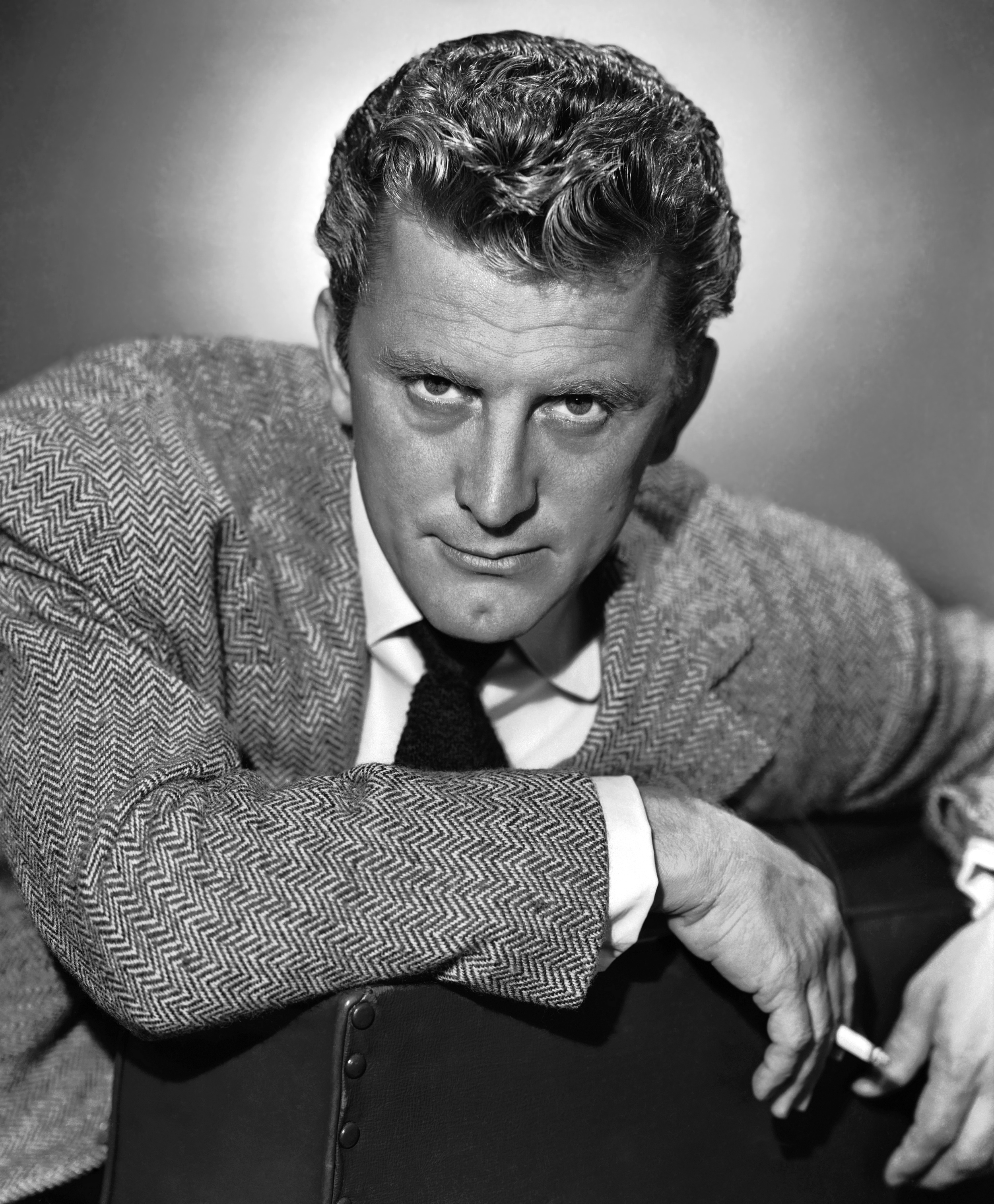
Kirk Douglas

- Kirk Cameron, attore e regista statunitense
- Kirk Cousins, giocatore di football americano statunitense
- Kirk DeMicco, regista, sceneggiatore e produttore cinematografico statunitense
- Kirk Douglas, pseudonimo di Issur Demsky Danielovitch, attore statunitense
- Kirk Hammett, chitarrista statunitense
- Kirk Hinrich, cestista statunitense
- Kirk Kerkorian, aviatore e imprenditore statunitense
- Kirk Kilgour, pallavolista e allenatore di pallavolo statunitense
- Kirk Morrison, giocatore di football americano statunitense
- Kirk Muller, hockeista su ghiaccio e allenatore di hockey su ghiaccio statunitense
- Kirk Windstein, cantante e chitarrista statunitense